# جيرسي بويز
جيرسي بويز (بالإنجليزية: Jersey Boys)‏ هو فيلم دراما تم إنتاجه في الولايات المتحدة وصدر في سنة 2014. الفيلم من إخراج كلينت إيستوود وكتابة جون لوجان. من بطولة كريستوفر واكن.

## القصة
قصة صعود فرقة (الأربعة مواسم) أوقاتهم الصعبة وخلافاتهم الشخصية، وتغلبهم على كافة التحديات التي واجهتهم، مثل ديون القمار وتهديدات المافيا والكوارث العائلية، وانتصارهم في النهاية بعد أن أصبحت موسيقاهم رمزاً للجيل، مع عرض خاص لحياة أهم شخصية؛ (فرانك فالي).

## الميزانية والإيرادات
بلغت تكلفة إنتاج الفيلم حوالي 40 مليون دولار بينما حقق أرباحا تقدر بـ 56,635,210 دولار.

## وصلات خارجية
- جيرسي بويز على موقع IMDb (الإنجليزية)
- جيرسي بويز على موقع ميتاكريتيك (الإنجليزية)
- جيرسي بويز على موقع الموسوعة البريطانية (الإنجليزية)
- جيرسي بويز على موقع روتن توميتوز (الإنجليزية)
- جيرسي بويز على موقع قاعدة بيانات الأفلام العربية
- جيرسي بويز على موقع ألو سيني (الفرنسية)
- جيرسي بويز على موقع أول موفي (الإنجليزية)
- جيرسي بويز على موقع بوكس أوفيس موجو (الإنجليزية)
- جيرسي بويز على موقع فيلمافينيتي (الإسبانية)
- جيرسي بويز على موقع قاعدة بيانات الأفلام السويدية (السويدية)